# NGC 237
NGC 237 es una galaxia espiral intermedia localizada en la constelación de Cetus.